# USS LST-523
O USS LST-523 foi um navio de guerra norte-americano da classe LST que operou durante a Segunda Guerra Mundial.